# 쇠렌 레르뷔
쇠렌 레르뷔 (Søren Lerby, 1958년 2월 1일, 쾨벤하운 ~) 은 은퇴한 덴마크의 축구 선수, 감독, 라이센스를 갖춘 에이전트이다. 선수 시절의 대부분을 네덜란드 축구계에서 보냈으며, AFC 아약스 소속으로 5번 에레디비시를 우승하였고, PSV 에인트호번 소속으로, 유러피언컵을 우승하는 등 트레블을 달성하였다. 그는 또한 FC 바이에른 뮌헨 소속으로 두 차례 마이스터샬레를 들어올렸고, 1시즌 동안 프랑스 디비시옹 1의 AS 모나코 FC 소속으로 1시즌 활약하였다. 그는 덴마크 축구 국가대표팀 소속으로 67경기를 1978년부터 1989년까지 출장하였고, 1986년 FIFA 월드컵과 두 차례의 UEFA 유로에 덴마크 국가대표로 참가하였다.

## 플레이스타일
왼발의 미드필더로, 레르뷔는 팀의 리더로서 많은 영향력을 발휘하던 선수였다. 그의 행위는 두 차례 1985년 11월 13일 하루 안에 두 개의 다른 국가에서 경기를 치렀을 때 표시되었다. 이날 오후의 첫 경기는 아일랜드와의 FIFA 월드컵 예선전이고, 같은날 저녁에 소속팀인 FC 바이에른 뮌헨의 VfL 보훔과의 DFB-포칼 경기를 치렀다.
레르뷔는 항상 양말을 내리고 (짧은 양말이나 긴 양말을 정강이 보호대 없이 내리고) 경기를 뛰었다. 이는 당시 드문 일이었고, 현재 이 행위는 규칙을 어기는 것이다.

## 바이오그래피

### 클럽 경력
쇠렌 레르뷔는 쾨벤하운에서 출생하였으며, 그의 아버지는 전 덴마크 U-21 국가대표에서 활약하던 카이 레르뷔 (Kaj Lerby)였다. 쇠렌 레르뷔는 지역 축구 클럽인 B 1903의 유소년팀에 입단하며 축구계에 입문하였고, 이후 타스트루프 IK와 프레마드 아마게어의 유소년팀을 거쳤다. 프레마드 아마게어에서 1군 데뷔전을 치른 그는, 이 클럽 소속으로 13경기 출장하여 3골을 1부 리그의 1975 시즌 동안 기록하였다. 그와 프레마드 아마게어의 팀 동료인 프랑크 아르네센은 1975년 11월에 프로 축구 선수가 되기 위하여 해외로 무대를 옮겼다.
이 두 선수는 아약스 암스테르담으로 옮겼고, 당시 레르뷔의 나이는 불과 17세였다. 레르뷔의 첫 홈 경기 상대는 고 어헤드 이글스였고, 이 1976년 4월 11일에 치루어진 경기는 아약스의 4-1 승리로 끝났다. 그는 아약스에서의 첫 6년간 3차례 에레디비시 우승을 거두었고, 그 시즌들은 1976-77, 1978-79, 1979-80 시즌이었다. 1981년 여름, 그는 RSC 안데를레흐트로 이적한 프랑크 아르네센을 대신하여 팀의 새 주장으로 임명되었다. 레르뷔는 이어지는 두 시즌간 에레디비시를 두 차례 골득실 차로 우승하였다.
1983년 그는 독일로 이주하게 되었고, 은퇴한 파울 브라이트너를 대체할 미드필더로 FC 바이에른 뮌헨에 입단하였다. 그는 이 팀 소속으로 3년을 활약하며, 두 차례 분데스리가 우승과 두 차례 DFB-포칼 우승을 거두었다. 1986년, 그는 프랑스 디비시옹 1의 AS 모나코 FC로 이적하여 한 시즌 활약하였다.
레르뷔는 1987년에 네덜란드 무대로 복귀하여 프랑크 아르네센과 재회하였는데, 그가 이적한 곳은 아약스의 라이벌인 PSV 에인트호번이었다. 그는 1987-88 시즌에 유러피언컵, KNVB 컵, 에레디비시를 모두 우승한 에인트호번의 트레블 주역이 되었다. 그와 같은 국적을 가진 선수로는 얀 하인체와 이반 닐센이 있었고, 프랑크 아르네센은 SL 벤피카와의 유러피언컵 결승을 앞두고 부상당하였다. 1990년, 그는 현역 은퇴를 하였다.

### 국가대표팀 경력
그는 타스트루프 IK의 유소년 팀으로 활약할 때, 1973년 10월에 덴마크 U-17 국가대표팀으로 차출되었다. 그는 1974년 4월에 덴마크 U-19 국가대표팀 데뷔전을 치렀고, 1974년과 1975년의 UEFA U-19 챔피언십에 참가하였다. 그는 U-21 국가대표팀 소속으로도 3경기 출장하였다.
AFC 아약스에서 활약할 시절, 그는 1978년 5월에 아일랜드를 상대로 덴마크 성인대표팀 소속으로 데뷔하였고, 경기는 3-3 무승부로 종료되었다. 레르뷔는 UEFA 유로 1984에 참여하였고, 덴마크의 4경기에 모두 출전하였고, 스페인과의 준결승전에서 득점하였으나, 승부차기에서 패하여 탈락하였다. 1986년 FIFA 월드컵에서 그는 덴마크의 전경기에 풀 타임으로 출장하여, 6-1로 승리한 우루과이전에서 득점하였다. 그는 UEFA 유로 1988에도 참여하였다.

### 은퇴 이후
1991년 10월 9일과 1992년 3월 10일 사이, 그는 유프 하인케스의 뒤를 이어 FC 바이에른 뮌헨의 감독을 맡았다. 그는 친정팀 B 1903과의 UEFA 컵 경기에서 합계 3-6으로 패하여 탈락한 것을 포함하여, 형편없는 성적을 거두었다. 이후 그는 감독직을 더 이상 맡지 않았고, FIFA의 라이센스를 받아 에셀 스포츠 매니지먼트의 스포츠 에이전트가 되었다.

### 사생활
쇠렌 레르뷔는 네덜란드의 가수이자 영화 배우인 빌러커 알버티 (Willeke Alberti) 와 1981년에 결혼하였으나 나중에 이혼하였다. 둘 사이에 쇠렌 레르뷔의 아버지 이름을 딴 아들 카이를 두었다. 쇠렌은 나중에 아를러트 판 더 머울런 (Arlette van der Meulen) 과 결혼하였고, 둘 사이에 둘째 아들과 딸 하나를 두었다. 그는 현재 네덜란드의 작은 마을인 라런 (Laren) 에 거주하고 있다.

## 수상
AFC 아약스
- 에레디비시: 1976-77, 1978-79, 1979-80, 1981-82, 1982-83
- KNVB 컵: 1978-79, 1982-83

PSV 에인트호번
- 에레디비시: 1987-88, 1988-89
- 유러피언컵: 1987-88
- KNVB 컵: 1987-88, 1988-89, 1989-90

FC 바이에른 뮌헨
- 분데스리가: 1984-85, 1985-86
- DFB-포칼: 1983-84, 1985-86